# Jerónimo Vicente
Jerónimo Vicente es el nombre de por lo menos dos compositores de la primera mitad del siglo XVII, de los que no es posible separar las biografías. El artículo presenta los datos biográficos de los distintos maestros de forma cronológica.
No deben confundirse con Francisco Vicente Navarro (1738-1781), natural de Mosqueruela, maestro de capilla de la Catedral de El Burgo de Osma y brevemente de la Catedral de Ávila, que fue nombrado erróneamente como «Jerónimo Vicente» por Saldoni en su Diccionario biográfico-bibliográfico de efemérides de músicos españoles.

## Vida
Uno de los Jerónimo Vicente era natural de Barbastro, actualmente en la provincia de Huesca, y fue nombrado maestro de capilla de la Catedral de Barbastro el 18 de noviembre de 1600.
En cambio, el segundo Jerónimo Vicente se educó como infante de la capilla de música de la Catedral de Burgos. El hecho se documenta el 4 de diciembre de 1612, cuando solicitó permiso para ocupar el magisterio de la Colegiata de Vitoria. Debía tener en esa época unos 20 años, por lo que su fecha de nacimiento se podría colocar hacia 1592. Permaneció en Vitoria hasta 1615, desconociéndose su siguiente destino.
Entre la partida de Mateo Calvete en 1616 y la llegada de Sebastián Romeo en 1621 al magisterio de la Catedral de Tarazona, aparece un Jerónimo Vicente en el cargo en fechas desconocidas. Parece que este Jerónimo Vicente era el procedente de Barbastro.
En 1630 aparece un Jerónimo Vicente como maestro de capilla en Tafalla (Navarra) en las oposiciones para el magisterio del Real Monasterio de la Encarnación en Madrid, uno de los cargos más prestigiosos del Reino. Vicente ganó las oposiciones, pero no llegó a tomar posesión del cargo, ya que se le ofreció el magisterio en la Catedral de Calahorra sin oposiciones, que prefirió por razones desconocidas. Permaneció en Calahorra solo siete años, partiendo en 1637. Pero en ese corto tiempo fue maestro de algunos importantes músicos, como Andrés Barea, Francisco Ruiz, dos de los Cáseda (véase Diego de Cáseda) y Pedro de Comas.
En 1632, tras la jubilación del maestro Francisco de Silos, el cabildo de la Catedral de Zaragoza encargó al organista, Jusepe Ximénez, que hablase con el maestro Vicente, que había ejercido el magisterio en la Encarnación de Madrid. Se entiende que el maestro Vicente no debía residir muy lejos de la ciudad. Finalmente el cargo fue para Gaspar Cueto. De hecho unas coplas de 1636 compuestas por Diego Phelipe Xuárez y dedicadas al maestro Vicente hacen sospechar que uno de los maestros se encontrase en Zaragoza en la época, e incluso ocupase el magisterio del Pilar, lo que no se ha podido confirmar al falta el libro correspondiente de las actas capitulares.
El 26 de abril de 1638 el maestro de capilla de la Catedral de Santiago de Compostela, Antonio Carrera Morán, ya era muy mayor y el cabildo decidió buscar un sucesor. El cabildo decidió llamar a los maestros de Valencia, Juan Bautista Comes, que rechazó el ofrecimiento, y de Calahorra, Vicente Jiménez, que aceptó. El 16 de octubre de ese año ya estaba en Santiago de Compostela ejerciendo el magisterio, sin haber pasado ninguna oposición, y el canonicato, con uno de los mejores salarios de España para un magisterio: 800 ducados anuales, además de otros gajes, que montaban a una cantidad considerable. Fue despedido en verano de 1643 debido a una serie de faltas, de las cuales la última fue desaconsejar el cargo a un músico que estaba para venir a Santiago.
Jerónimo Vicente aparece como maestro de capilla de Barbastro hasta 1644. Se desconoce en qué fechas dejó el cargo, si es que lo dejó, pero no aparece otro nombre como maestro de capilla en las actas entre 1600 y 1644. Entre esas dos fechas se realizaron un serie de mejoras en la capilla de música de la Catedral: se aumentó el número de cantores a doce (1604), se contrataron cuatro ministriles (1616) y se construyó un nuevo órgano en 1636. El inventario de instrumentos en 1618 era de un sacabuche contrabajo, dos «cherimyas» tiples, dos de contralto y tenor, dos cornetas, un bajón de chiricholero grande, cinco bajonetes y un juego de flautas. Entre la música que tenían a su disposición se incluían ediciones de Rogier, López de Velasco, Ruimonte, Aguilera o incluso de diversos maestros italianos como Nanino o Tomasi.
Vicente Jerónimo, el maestro de Barbastro, fallecería en la ciudad el 14 de diciembre de 1644. Sería su sucesor Felipe Perelló.

## Obra
El maestro de Santiago debió ser un compositor extraordinario, teniendo en cuenta que sus obras seguían tocándose un siglo después de su muerte. De algunas de sus obras existen diversas copias realizadas en distintos momentos. Merece destacar el uso de lira, arpa y otros instrumentos en una lección del oficio de difuntos. En el archivo de música de las catedrales de Zaragoza se conserva parte de un Magnificat a 10 voces que muestra que, en el siglo XVII, en las catedrales españolas, en algunas ocasiones se cantaba en coros mixtos de hombres y mujeres.
Entre sus obras, se cuentan 6 misas, 2 oficios de difuntos, 4 magníficats, 4 motetes, 8 salmos y diversos villancicos. Se conocen algunas obras perdidas que aparecen en el índice de la desaparecida biblioteca de música del rey Juan V de Portugal.